# Tema (provincia)

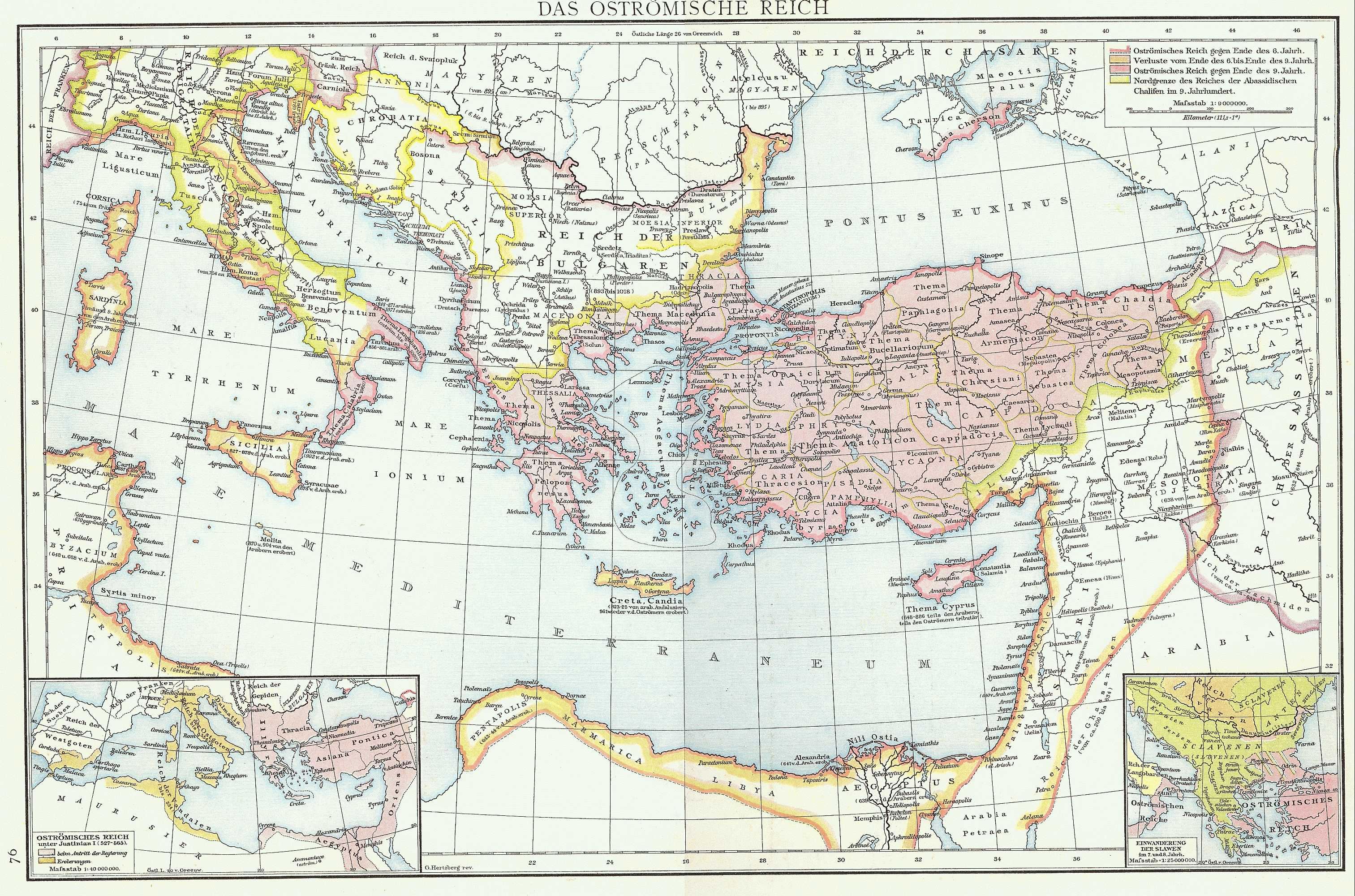
Mapa que muestra la extensión del Imperio bizantino ca. 600 y ca. 900, incluyendo los temas de la última fecha

Los temas en Asia Menor hacia 650

Los temas en Asia Menor hacia 950

Los temas del Imperio bizantino a la muerte de Basilio II en 1025

Los temas (en griego: θέματα; singular θέμα, théma) fueron las principales divisiones administrativas del periodo medio del Imperio bizantino. Se establecieron en la segunda mitad del siglo VII, a raíz de las invasiones eslava y búlgara de los Balcanes y de las conquistas musulmanas del norte de África y Medio Oriente, territorios antes en posesión de los emperadores romanos de Oriente desde la reconquista justiniana, y sustituyeron al anterior sistema provincial establecido por Diocleciano y Constantino el Grande. 
En su origen, los primeros temas fueron creados a partir de las áreas de campamento de las tropas de campaña del ejército romano de Oriente, y sus nombres correspondían a las unidades militares que existían en esas áreas. El sistema de los temas alcanzó su apogeo en los siglos IX y X, cuando los antiguos temas fueron divididos y se crearon otros nuevos como resultado de la conquista de nuevos territorios. 
El sistema original sufrió cambios significativos en los siglos XI y XII, pero el término se mantuvo en uso como circunscripción provincial y fiscal hasta el final del Imperio.

## Características
Un tema era un terreno entregado a los soldados para su cultivo. Los soldados eran aún técnicamente una unidad militar, bajo el mando de un estratego, autoridad civil y militar. No eran propietarios de la tierra, sino únicamente la trabajaban y ésta era controlada por el estado. Por eso, los soldados tenían que hacer por su uso un pago muy reducido. Al aceptar la propuesta, los participantes accedían a que sus descendientes también trabajarían en el ejército y en un tema. De esta forma el estado romano reducía la necesidad de levas impopulares, al tiempo que aumentaba y fortalecía el ejército a un bajo costo. Este sistema fue de gran ayuda al poblar territorios recientemente conquistados, además de que los temas podían ser erigidos como unidades militares en forma muy rápida y siempre que se expandían las tierras públicas durante una conquista.

### Antecedentes
A finales del siglo VI y a inicios del siglo VII, el Imperio romano de Oriente estaba amenazado por todas partes: el imperio sasánida presionaba por el sur y el este, asaltando Siria, Egipto y Anatolia; los ávaros y los eslavos asaltaban Grecia y se disputaban los territorios balcánicos del Imperio; mientras, los lombardos saqueaban libremente el norte de la península itálica sin ninguna oposición.
Para hacer frente a la creciente presión en las provincias más alejadas del occidente del imperio, recuperadas recientemente por Justiniano I (reinante entre 527-565), el emperador Mauricio (r. 582-602) combinó la autoridad civil y militar suprema en la persona de un exarca, formando los exarcados de Rávena y África. Se revocó así, la estricta división entre cargos civiles y militares, que había sido una de las piedras angulares de las reformas imperiales de Diocleciano (r. 284-305). En esencia, sin embargo, el emperador Mauricio se limitaba a reconocer, y formalizar, el mayor protagonismo que en tiempos difíciles debía tomar el general local, o magister militum, sobre el respectivo poder civil del prefecto del pretorio, como resultado de la precaria situación de seguridad de las provincias fronterizas.
Esta tendencia ya había aparecido en algunas de las reformas administrativas de Justiniano I después de 530. Justiniano había dado autoridad militar a los gobernadores de las provincias plagadas de bandolerismo en Asia Menor, pero más importante, Justiniano también creó la circunscripción excepcional militar-civil de la quaestura exercitus en la península balcánica y abolió la administración civil de la diócesis de Egipto, poniendo un dux a la cabeza de cada una de sus cinco antiguas provincias. Sin embargo, en la mayor parte del Imperio el viejo sistema siguió funcionando hasta poco antes del año 650, cuando la parte oriental del Imperio se derrumbó bajo la embestida del califato musulmán. La rápida conquista musulmana de Siria y Egipto y las consiguientes pérdidas bizantinas en población y territorio, manifestaba que el Imperio se encontraba luchando por su supervivencia.
Con el fin de responder a esta crisis sin precedentes, el Imperio fue reorganizado drásticamente. El territorio imperial que quedaba en Asia Menor se dividió en cuatro grandes temas, y aunque algunos elementos de la administración civil anterior sobrevivieron, estuvieron subordinados al general gobernante, o strategos.

### Razones para las reformas de Heraclio
Con tantas campañas y frentes por asumir, los gastos aumentaron y el tesoro imperal se agotó, por otra parte de la cuestionable gestión de Focas hacía prever una rebelión de sus generales, lo cual finalmente ocurrió. Bajo estas circunstancias, Heraclio ascendió al trono e instituyó las reformas que servirían de columna vertebral del Imperio y de las generaciones venideras.
Las reorganizaciones de Heraclio eran muy necesarias. Haciendo la guerra simultáneamente en el este y el oeste, el tesoro público estaba vacío. El problema creció con el incremento de las expediciones militares, lo que significaba el abandono de las tierras por el campesinado debido a las invasiones o a incrementos en los impuestos. La población agrícola había disminuido mucho en Asia Menor, la base del poder imperial. La mayoría de las grandes ciudades fueron disminuyendo progresivamente su vida urbana, cuya población volvía a la agricultura en medio de un panorama de extrema necesidad. Además, las filas del ejército imperial estaban conformadas sobre todo por mercenarios, un claro signo de debilidad. El objetivo básico de las alteraciones era el regreso al sistema militar republicano, cuya base era el ciudadano campesino armado, que tan bien sirvió durante la formación del antiguo Imperio romano universal. Para ello Heraclio comenzó distribuyendo la tierra a los ejércitos y soldados a cambio de un deber militar hereditario, reduciendo el gasto del estado en materia militar.

### Resultado de las reformas
Este sistema de trasplante de las unidades militares a las tierras sin colonizar y la creación de una legalidad inherente del Estado con cada gobierno al que los soldados servían, resultó en el fortalecimiento del imperio. En las décadas siguientes, los sasánidas se retiraron, los eslavos y ávaros fueron reducidos y las rebeliones dentro del imperio dejaron de ser comunes. La estructura de los temas militares salvó al Imperio romano de Oriente de su destrucción, y le proporcionó estabilidad durante varios siglos. El precio que se pagó por la supervivencia fue la militarización general de la sociedad y el declive de las instituciones y cultura civil. Por esta razón, la introducción de los temas se ha considerado como el fin de la antigüedad y el comienzo de la Edad Media en el Imperio. Sin embargo, en la Romania, nunca se redujo a los campesinos, granjeros y productores agrícolas al estatus de siervos, como sí ocurrió en el Oeste europeo.
Con el tiempo, el sistema de temas generó familias aristocráticas como los Focas, profundamente afianzados dentro del imperio, con sus ejércitos privados. Estas familias eran prácticamente autónomas, y legalmente tenían tropas para ellos en lugar de para el emperador, por lo cual a menudo desafiaban o incluso usurpaban la autoridad imperial.

## Organización de lostemas
Heraclio originariamente dividió los territorios existentes del imperio en cinco temas. Estaba el Armenio (en 667), el Anatólico (en 669), el Opsicio, el Carabisiano y el Tracio (estos tres en 680). El Tema armenio estuvo originalmente compuesto del Ponto y Capadocia, extendiéndose desde Sinope hasta Trebisonda en el mar Negro y extendiéndose hasta tierra firme en Cesárea (en términos actuales comprendería la mayoría del noreste de Turquía).
El Tema Tracio originalmente constaba de una franja de territorio que abrazaba la costa desde Dirraquio en Tracia, comprendiendo la mayoría de Grecia, Albania y Turquía europea, incluyendo Constantinopla. El tema Opsicio estaba compuesto de toda Bitinia y Paflagonia, extendiéndose desde Abidos en los Dardanelos hasta Sínope en el mar Negro y tierra firme en Ankara (la mayor parte del cuadrante noroeste de la actual Turquía asiática). El cuadrante suroeste de la actual Turquía estaba dividida entre los temas Anatólico y Carabisiano. El tema Carabisiano era una estrecha franja territorial que comprendía las provincia costera de Panfilia y la isla de Rodas. El Tema anatólico rodeaba el Tema Carabisiano y originalmente lo formaban las provincias de Licia, Frigia, Pisidia y partes de Galacia e Isauria (abarcaba desde el territorio de Esmirna hasta Iconio, y del Mediterráneo hasta Marsin, hacia el este). Estos cinco temas originales fueron subdivididos más tarde y se añadieron al imperio nuevos temas durante la expansión territorial llevada a cabo durante los siglos IX y X.

## Orígenes
Cada uno de los cinco temas originales fueron formados por los primeros ejércitos móviles del Imperio. Como el imperio se había reducido, la mayoría de los ejércitos se retiraron a nuevos territorios en el interior. Heraclio asignó a cada ejército móvil una parte de Anatolia. Ya que el idioma del imperio estaba cambiando del latín al griego los temas adquirieron nombres helenizados. 
El Tema de Opsicio estuvo formado por los ejércitos del emperador, los cuales eran llamados Obsequium. El ejército del emperador se asentó en el sur de Tracia y noroeste de Anatolia, cerca de la capital, Constantinopla y esto dio lugar a la formación del tema de Opsikión. 
El ejército armenio se convirtió en el Tema de los armenios, estableciéndose en la mayor parte de su territorio original en el este de Anatolia, al oeste del protectorado armenio. El ejército del este que formalmente defendía las provincias romanas de Siria y Palestina, se retiraron de aquellas áreas cuando fueron perdidas primero ante los persas (614) y después ante los árabes (638). Las tropas fueron colocados en el centro de Anatolia y se tranformaron en el Tema de Anatolia. El ejército tracio dio origen al Tema de los tracesianos, y ocuparon el oeste de Anatolia cuando Heraclio abdicó (641). El emperador Constantino II también creó un cuerpo de marinos, lo que dio origen al Tema de Cibirras (de karabis, barco en griego), y tuvo como base naval las islas del Egeo y en la costa sur de Anatolia. Esta parece que se formó con los restos del ejército de Ilírico, cuyo territorio incluía Grecia. 

## Lista de los temas entre alrededor del 660 y 960
La lista siguiente incluye los grandes temas «tradicionales» establecidos en el período comprendido entre el inicio del sistema de temas hacia 660 hasta el comienzo de las grandes conquistas hacia 960 y la creación de nuevos temas, más pequeños.
| Tema (en griego)1,2                                                                | Fecha                          | Establecido a partir                                                        | Posteriores divisiones                                                                | Capital                                   | Territorio original                                                                              | Otras ciudades |
| ---------------------------------------------------------------------------------- | ------------------------------ | --------------------------------------------------------------------------- | ------------------------------------------------------------------------------------- | ----------------------------------------- | ------------------------------------------------------------------------------------------------ | --- |
| Tema del mar Egeo† (thema Aigaiou Pelàgous, Θέμα του Αιγαίου Πελάγους)             | ca. 842/843                    | Cibirreotas, erigido desde un droungariato independiente                    |                                                                                       | Posiblemente Mitilene o Metimna           | Lesbos, Lemnos, Quíos, Imbros, Tenedos, Helesponto, Espóradas y Cícladas                         | Metimna, Mitilene, Quíos, Alejandría de Tróade, Abidos, Lámpsaco, Cícico, Sesto y Calípolis                                                  |
| Tema anatólico (thema Anatolikōn, Θέμα των Ανατολικών)                             | ca. 669/670                    | Nueva creación                                                              | Capadocia§ (830)                                                                      | Amorio                                    | Frigia, Pisidia, Isauria                                                                         | Iconium, Poliboto, Filomelio, Akroinon, Sínada, Sozópolis, Tebasa, Antioquía, Derbe, Laranda, Isaura, Pesinunte                              |
| Tema armeníaco (thema Armeniakōn, Armeniakoi, Θέμα των Αρμενιακών)                 | ca. 667/668                    | Nueva creación                                                              | Caldia (ca. 842), Carsiano§ (863), Colonea (863), Paflagonia (ca. 826)                | Amasea                                    | Pontus, Armenia Minor, Capadocia septentrional                                                   | Sinope, Ámiso, Euceta, Comana Pontica |
| Tema de los bucelarios (thema Boukellarion, Boukellàrioi, Θέμα των Βουκελλαρίων)   | ca. 767/768                    | Opsicianos                                                                  | Paflagonia (en parte), Capadocia (en parte), Carsiano (en parte)                      | Ancyra                                    | Galatia, Paflagonia                                                                              | Tieo, Heraclea Pontica, Claudiópolis, Cratea, Juliópolis, Lagania, Gordio                                                                    |
| Tema de Capadocia§ (thema Kappadokias, Θέμα Καππαδοκίας)                           | ca. 830                        | Armeniacos, parte de los Bucelarios                                         |                                                                                       | Fortaleza Koron, más tarde Tiana          | Capadocia Suroeste                                                                               | Podandus, Nisa, Loulon, Tyana, Nacianzo, Heraclea Cybistra                                                                                   |
| Celtzene (thema Keltzēnēs, Θέμα Κελτζήνης)                                         | ca. 935                        | Nuevo territorio                                                            | Ducado de Mesopotamia                                                                 | Celtzene                                  | Armenia Superior                                                                                 | Tefrique |
| Tema de Cefalonia† (thema Kephallēnias, Θέμα Κεφαλληνίας)                          | ca. 809                        |                                                                             | Langobardia (ca. 910), ? Nicópolis (ca. 899)                                          | Cefalonia                                 | Islas jónicas, Apulia                                                                            | Corfú, Zacinto, Léucade |
| Tema de Caldia (thema Chaldias, Θέμα Χαλδίας)                                      | ca. 840                        | Armeniacos (originalmente una turma)                                        | Ducado de Caldia                                                                      | Trebisonda                                | Costa póntica                                                                                    | Rhizus, Cerasunte, Polemonio, Paiperta |
| Charpezikion (thema Charpezikion, Θέμα των Χαρπεζικίων)                            | ca. 949                        | Nuevo territorio                                                            |                                                                                       | Asmósata                                  | Sofene, Armenia Superior                                                                         | Harput |
| Tema de Carsiano§ (thema Charsianoù, Θέμα Χαρσιανού)                               | 863–873                        | Armeniacos (originalmente una turma), parte de los Bucelarios               |                                                                                       | Caesarea                                  | Noroeste de Capadocia                                                                            | Carsiano |
| Chozanon (thema Chozànou, Θέμα Χοζάνου)                                            | ca. 956                        | Nuevo territorio                                                            |                                                                                       | Chozanon                                  | Sofene, Armenia Superior                                                                         | Karkathiocerta |
| Tema de Quersoneso/Klimata (thema Chersōnos/Klimata, Θέμα Χερσώνος/τα Κλίματα)     | 833                            | Gobernado por los jázaros en el siglo VIII, gobierno bizantino bajo Teófilo |                                                                                       | Quersoneso                                | Crimea del Sur                                                                                   | Sougdea, Teodosia, Bosporos, Galita |
| Tema cibirreota† (thema Kibyrrhaiotōn, Kibyrrhaiotai, Θέμα των Κυβυρραιωτών)       | ca. 697/698 o ca. 720          | Creado por la flota Karabisianoi                                            | Mar Egeo, Samos, Seleucia                                                             | Samos, más tarde Attaleia                 | Panfilia, Licia, Dodecaneso, islas del Egeo, costa jónica                                        | Rodas, Myra, Cibirra, Limira, Fasélide, Side, Selinunte, Anemurio, Sagalassos, Telmeso, Patara, Halicarnaso, Yaso, Milasa, Selge, Cnido, Kos |
| Creta† (thema Krētēs, Θέμα Κρήτης)                                                 | ca. 767 (?), again en 961      | Emirato árabe desde ca. 828 hasta la reconquista bizantina en 961           |                                                                                       | Heraclión                                 | Creta                                                                                            | Retimno, Gortina |
| Tema de Chipre † (thema Kyprou, Θέμα Κύπρου)                                       | 965                            | Condominio bizantino-árabe desde 688 hasta la reconquista bizantina en 965  |                                                                                       | Leukosia                                  | Chipre                                                                                           | Citio, Lemessos, Pafos, Cerinea, Constantia, Arsinoe, Solos                                                                                  |
| Tema de Dalmacia (thema Dalmatias, Θέμα Δαλματίας)                                 | ca. 899                        | Nuevo territorio                                                            |                                                                                       | Idassa/Iadera                             |                                                                                                  | Ragusa, Espalato, Polae, Tragurio, Scardona                                                                                                  |
| Tema de Dirraquio (thema Dyrrhachiou, Θέμα Δυρραχίου)                              | ca. 842                        | Nuevo territorio                                                            |                                                                                       | Dirraquio                                 | Costa albanesa                                                                                   | Aulon, Apolonia, Liso |
| Tema de Edesa (thema Edēssēs, Θέμα Εδέσσης)                                        | ca. 940                        | Nuevo territorio                                                            |                                                                                       | Edesa                                     | Osroene, Mesopotamia                                                                             | |
| Tema de la Hélade (thema Hellàdos, Helladikoi, Θέμα της Ελλάδος/Ελλαδικών)         | ca. 690                        | Karabisianoi                                                                | Cefalonia (ca. 809), Peloponeso (ca. 811)                                             | Corinto, más tarde Tebas (después de 809) | Inicialmente el este del Peloponeso y Ática , después de 809 el este de Grecia Central y Tesalia | (después de 809) Atenas, Larisa, Farsala, Lamia, Termópilas, Platea, Euripo, Demetrias, Stagos                                               |
| Tema de Colonea§ (thema Kolōneias, Θέμα Κολωνείας)                                 | ca. 863, probablemente ca. 842 | Armeniacos, kleisoura hacia principios del siglo IX.                        | Ducado de Caldia                                                                      | Colonea                                   | Armenia Inferior septentrional                                                                   | Satala, Nicópolis, Neocesarea |
| Longobardia (thema Longobardias, Θέμα Λογγοβαρδίας)                                | ca. 892                        | Cefalonia (originalmente una turma)                                         |                                                                                       | Barion                                    | Apulia                                                                                           | Tarantas, Brindesion, Hydrus, Calípolis |
| Tema de Licando (thema Lykàndou, Θέμα Λυκάνδου)                                    | ca. 916                        | Nuevo territorio                                                            |                                                                                       | Licando                                   | Capadocia suroriental                                                                            | Arabiso, Cocyssos, Comana |
| Tema de Macedonia (thema Makedonias, Θέμα Μακεδονίας)                              | ca. 802                        | Tracia                                                                      | Strymon                                                                               | Adrianópolis                              | Tracia occidental                                                                                | Didimóteico, Mosinópolis, Eno, Maronea |
| Tema de Melitene (thema Melitēnēs, Θέμα Μελιτήνης)                                 | ca. 935                        | Nuevo territorio                                                            | Ducado de Mesopotamia                                                                 | Melitene                                  | Éufrates superior y Armenia Superior                                                             | Sozopetra |
| Tema de Mesopotamia (thema Mesopotamias, Θέμα Μεσοποταμίας)                        | ca. 899-911                    | Nuevo territorio                                                            | Ducado de Mesopotamia                                                                 | Kamacha                                   | Río Éufrates Superior                                                                            | |
| Tema de Nicópolis (thema Nikopoleōs, Θέμα Νικοπόλεως)                              | ca. 899                        | Probablemente erigido a partir de una turma del Peloponeso                  |                                                                                       | Naupacto                                  | Epiro, Etolia, Acarnania                                                                         | Ioánina, Butrinto, Rogoi, Dryinoupolis, Nicópolis, Himarra                                                                                   |
| Tema opsiciano (Thema Opsikion, Θέμα των Οψικίων)                                  | ca. 680                        | Nueva creación                                                              | Bucelarios (ca. 768), Optimates (ca. 775)                                             | Nicea                                     |                                                                                                  | Prusa, Cío, Malagina, Dorileo, Nacolea, Krasos, Cotieo, Mideo                                                                                |
| Tema de los optimates (thema Optimàtōn, Optimatoi, Θέμα των Οπτιμάτων)             | ca. 775                        | Opsiciano                                                                   |                                                                                       | Nicomedia                                 | Bitinia frente a Constantinopla                                                                  | Calcedón, Crisópolis |
| Tema de Paflagonia (thema Paphlagonias, Θέμα Παφλαγονίας)                          | ca. 826, prob. ca. 820         | Armeniacos, Bucelarios (en parte)                                           |                                                                                       | Gangra                                    |                                                                                                  | Amastris, Ionópolis, Kastamone, Pompeyópolis                                                                                                 |
| Ciudades Pareuphrates (thema Pareuphratidōn Poleōn, Θέμα των Παρευφράτιδων Πόλεων) | ca. 936                        | Nuevo territorio                                                            | Ducado de Mesopotamia                                                                 | Samosata                                  | Armenia Superior, Mesopotamia                                                                    | |
| Tema del Peloponeso (thema Peloponnēsou, Θέμα Πελοποννήσου)                        | ca. 811                        | Hélade en parte, en parte nuevo territorio                                  | ?Nicópolis (hacia 899)                                                                | Corinto                                   | Peloponeso                                                                                       | Patras, Argos, Esparta, Corinto, Helo, Metone, Elis, Monemvasia                                                                              |
| Tema de Derzene (thema Phasianēs/Derzēnēs, Θέμα Φασιανής/Δερζένης)                 | ca. 935                        | Nuevo territorio y Tema de Mesopotamia                                      | Ducado de Mesopotamia                                                                 | Arsamosata                                | Armenia Superior                                                                                 | |
| Tema de Samos† (thema Samou, Θέμα Σάμου)                                           | ca. 899                        | Cibirreotas, erigido desde un drungariato independiente del Golfo           |                                                                                       | Esmirna                                   | Islas del Egeo surorientales, costa jónica                                                       | Samos, Éfeso, Mileto, Magnesia, Tralles, Lebedos, Teos, Clazómenas, Focea, Pérgamo, Adramitio                                                |
| Tema de Sebaste§ (thema Sebasteias, Θέμα Σεβαστείας)                               | ca. 911                        | Armeniacos, kleisoura hacia el año 900                                      |                                                                                       | Sebaste                                   |                                                                                                  | Dazimón |
| Tema de Seleucia§ (thema Seleukeias, Θέμα Σελευκείας)                              | ca. 934                        | Cibirreotas, desde principios del siglo IX, una kleisoura                   |                                                                                       | Seleucia                                  |                                                                                                  | Claudiópolis |
| Tema de Sicilia (thema Sikelias, Θέμα Σικελίας)                                    | ca. 700                        |                                                                             | Calabria (territorio restante después de la conquista musulmana de Sicilia)           | Siracusa                                  | Sicilia y Calabria                                                                               | Catania, Tauromenio, Panormos, Acragante, Leontino, Himera, Mazzara, Lilibea, Drépano                                                        |
| Tema del Estrimón§ (thema Strymōnos, Θέμα Στρυμώνος)                               | ca. 899, probablemente 840s    | Macedonia, erigido a partir de una kleisoura (709)                          |                                                                                       | Neápolis                                  | Aproximadamente las modernas Macedonia Oriental y Tracia                                         | Serres |
| Tema de Tefrique (thema Tephrikēs/Leontokōmēs, Θέμα Τεφρικής/Λεωντοκώμης)          | ca. 879                        | Nuevo territorio                                                            | Formado tras la conquista bizantina del territorio pauliciano, Principado de Tefrique | Tefrique                                  | Armenia Superior                                                                                 | |
| Teodosiópolis (thema Theodosioupoleōs, Θέμα Θεοδωσιουπόλεως)                       | 949-1000                       |                                                                             | Tema de Iberia                                                                        | Teodosiópolis                             | Armenia Superior                                                                                 | |
| Tema de Tesalónica (thema Thessalonikēs, Θέμα Θεσσαλονίκης)                        | ca. 824                        |                                                                             |                                                                                       | Tesalónica                                | Aproximadamente la moderna Macedonia Central                                                     | Beroia, Édessa, Díon, Ierissos, Moglena, Diocletianopolis, Servia                                                                            |
| Tema de Tracia (thema Thrakēs, Θέμα Θράκης/Θρακώον)                                | ca. 680                        | ?Opsiciano                                                                  | Macedonia                                                                             | Arcadiopolis                              | Tracia Oriental, salvo Constantinopla                                                            | Selimbria, Bizye, Perinto, Rodosto |
| Tema tracesiano (thema Thrakēsiōn, Thrakēsioi, Θέμα Θρακησίων)                     | ca. 687                        | Nueva creación                                                              |                                                                                       | Chonae                                    |                                                                                                  | Hierápolis, Sardes, Tiatira, Laodicea |

Notas:

† Tema naval (en griego thema naphtikòn, θέμα ναυτικόν)

§ Originalmente establecido como una kleisoura
1 Las regiones occidentales del Imperio bizantino eran gobernadas por un exarca como el Exarcado de Rávena (584–751, organizado dentro de un grupo de ducados; Ducado de Roma, Ducado de Venecia, Ducado de Calabria, Ducado de Nápoles, Ducado de Perugia, Pentápolis, Lucania etc.) y el Exarcado de África (585/590–698, incluyendo Córcega y Cerdeña).

2 Los territorios del Mediterráneo oriental, la diócesis de Oriente (314 – 638) y la diócesis de Egipto ocupada por los musulmanes tras su conquista.

## Lista de nuevos themas después de 960
| Tema                                                                                 | Fecha       | Capital       | Notas | otras ciudades |
| ------------------------------------------------------------------------------------ | ----------- | ------------- | --- | --- |
| Arentanos (thema Arentanōn, Θέμα Αρεντανών)                                          | 1018        | Vrulja        | Establecido en 1018 cerca del delta del Neretva, en la costa meridional de Dalmacia. | Mokron, Ostroga, Slavineca |
| Tema de Bulgaria (thema Bulgarias, Θέμα Βουλγαρίας)                                  | 1018        | Scupia        | Establecido por el emperador Basilio II, después de la victoria sobre Samuel de Bulgaria (997-1014) y la caída del Primer Imperio búlgaro en 1018. Se basó en las amplias regiones de Skopie y Ohrid (moderna Macedonia y sur de Serbia). Su capital fue Scupia. | Filipópolis, Serdica, Lychnidus, Monasterion, Astibus, Anquialo, Mesembria, Debeltos, Naissus, Singidunum, Viminacium, Bononia |
| Calabria/Ducado de Calabria (thema/Doukàton Kalavrias, Θέμα/Δουκάτον Καλαβρίας)      | 950         | Regio         | Tras la conquista de Sicilia por parte de los musulmanes, desde 902 elThema de Sicilia quedó reducido al territorio de Calabria, pero conservó el nombre hasta mediados del siglo X; la capital se trasladó desde Siracusa a Regio. | Escilacio, Crotona, Consentia                                                                                                  |
| Diokleia/Diokletianoi (thema Diokleias/Diokletianōn, Θέμα Διοκλείας/Διοκλητιανών)    | 970 - 1000  | Ragusa        | Establecido alrededor del 970-1000, después de la anexión bizantina de Rascia, con sede en Ragusa, la capital del antiguo thema de Dalmacia. | Dioclea, Escútari, Antibarion                                                                                                  |
| Hexacomia (thema Exakomias, Θέμα Εξακωμίας)                                          | 1050        | Comana        | Establecido en la mitad del siglo XI en la región de Cataonia; debe su nombre a las seis ciudades importantes de la región (Hexacomia o Hexápolis, que significa seis ciudades en griego): Comana, Arabiso, Cucusus, Arka, Ariaratheia, y Melitene. | Arabiso, Cucusus, Arka, Ariaratheia                                                                                            |
| Iberia (thema Iberias, Θέμα Ιβηρίας)                                                 | 1021        | Teodosiópolis | Formado como resultado de la anexión del emperador Basilio II de una porción de los dominios de los Bagratuni georgianos (1000-1021), y más tarde expandido a expensas de territorios pertenecientes a reinos armenios conquistados por los bizantinos a lo largo del siglo XI. La capital de thema se encontraba en Teodosiópolis; en 1025 pasó a ser parte del ducado de Caldia, vasallo bizantino. | |
| Catapanato de Italia (Katepanikion Italias, Κατεπανίκιον της Ιταλίας)                | 938         | Bàrion        | En 938 y 965, el Tema de Langobardia (Apulia) aparece unido al Tema de Calabria y el Tema de Leucania, aunque la duración de esta unión no está clara. En todo caso, a partir del 968 aproximadamente, los tres temas quedaron permanentemente unidos en el nuevo Catapanato de Italia, con la sede del catapán en Bari.                                                                              | |
| Leucania (thema Leukanias, Θέμα Λευκανίας)                                           | 968         | Tursikon      | En 968 la región de Lucania fue reconquistada por los bizantinos, y el Tema de Lucania fue establecido, con la capital en Tursikon (Tursi), como parte del Catapanato de Italia. | Buxento |
| Bolero (thema Voleroù/Nèou Strymōnos, Θέμα Βολερού/Νέου Στρυμώνος)                   | 971         | Serres        | casi igual a la provincia romana de Ródope (314-641); existió alrededor del 971, y comprendía la parte septentrional y occidental del Tema del Estrimón después de que Juan I Tzimisces conquistara Bulgaria. | Melenoikon |
| Parístrio/Paradounavon (thema Paristriou/Paradoùnavon, Θέμα Παριστρίου/Παραδούναβον) | 1020        | Dorostrolon   | En 1000, un ejército bizantino comandado por Theodorokanos reconquistó la Dobruja entera; la región formó la Strategia de Dorostolon y, desde el 1020, el Tema Paristrio o Paradounavon. | Dionisópolis, Tomis, Odeso, Marcianopolis, Oescus, Nicópolis                                                                   |
| Ras/Serbia (Katepanikion Servias, Κατεπανίκιον της Σερβίας)                          | 969-976     | Rascia        | Establecido alrededor del 970 durante el gobierno de Juan I Tzimisces; comprendía el Principado de Serbia (Rascia) y la región de Bosnia. | |
| Sirmio (thema Sirmiou, Θέμα Σιρμίου)                                                 | 1018        | Sirmio        | Compuesto por partes del antiguo Catapanato de Ras. Establecido en 1018 en la parte noroccidental del Imperio búlgaro (norte de Serbia, alrededor de la ciudad de Sirmio). | |
| Travunia/Trebouniatoi (thema Travounias/Trevouniatōn, Θέμα Τραβουνίας/Τρεβουνιατών)  | 1000 - 1020 | Trebunia      | Establecido alrededor del 1000-1020 en la costa dálmata meridional . | |
| Zachlumia (thema Zachloumias, Θέμα Ζαχλουμίας)                                       | 11th ce.    | Bona          | Establecido en los inicios del siglo XI como principado autónomo bajo influencia bizantina, las actuales regiones de Herzegovina y Dalmacia meridional. | Oneon |

## Lista de otros temas vasallos y principados autónomos

Italia alrededor del 1000.

El Imperio bizantino en 1045.

| Tema                                                                  | Notas |
| --------------------------------------------------------------------- | --- |
| Ducado de Amalfi (Doukàton Amàlfes, Δουκάτον της Αμάλφης)             | Era originalmente parte del Ducado de Nápoles, gobernado por el exarca de Rávena. Se independizó del control bizantino y eligió por primera vez un duque en 958. |
| Ani (thema Anēs, Θέμα Άνης)                                           | Establecido alrededor del 1040 como estado vasallo autónomo armenio. |
| Ducado de Antioquía (Doukàton Antiocheias, Δουκάτον της Αντιοχείας)   | En 969, los generales Miguel Burtzes y Pedro Focas "el Eunuco" reconquistaron Antioquía en nombre del emperador bizantino Nicéforo II Focas. Pronto se erigió en ducado, que controlaba las fuerzas de los temas locales, y fue uno de los territorios vasallos más poderosos del Imperio en la frontera oriental. |
| Beroea (thema Bēroias, Θέμα Βεροίας)                                  | Establecido en 969 como un vasallo imperial autónomo hasta las guerras bizantino-selyúcidas. |
| Cilicia (thema Kilikias, Θέμα Κιλικίας)                               | Establecido en 965 por el emperador bizantino Nicéforo II Focas, como parte del Ducado de Antioquía. |
| Reino de Croacia (Basēlion Kroatias, Βασίλειον της Κροατίας)          | el Reino de Croacia estuvo durante siglos bajo la influencia bizantina; el rey Stjepan Držislav (969–997) recibió una insignia real como acto de reconocimiento por parte del emperador bizantino. Durante el reinado de Krešimir IV (1058-1074), el reino croata medieval alcanzó su máxima extensión territorial (actuales Croacia y Bosnia), y consiguió que el Imperio bizantino lo reconociese como soberano de las ciudades dálmatas más importantes.                             |
| Doliche (thema Dolichēs, Θέμα Δολίχης)                                | Establecido entre 950-965 como parte del Ducado de Antioquía. |
| Ducado de Gaeta (Doukàton Kaiētēs, Δουκάτον της Καιέτης)              | A principios del siglo IX comenzó a aumentar su autonomía conforme el Imperio bizantino perdía fuerza en el Mediterráneo occidental debido a las incursiones lombardas y árabes. Acabó en el siglo XI bajo el protectorado de los príncipes de Capua y siguió su mismo destino incorporándose al reino normando de Sicilia a mediados del siglo XII. |
| Istria (Ίστρια)                                                       | Las áreas costeras y ciudades de Istria cayeron bajo control bizantino y veneciano desde el siglo III hasta el siglo XII. |
| Kars (thema Kàrsou, Θέμα Κάρσου)                                      | Establecido en 963 cuando los Bagratuni trasladaron la capital armenia a la ciudad de Ani; Kars se convirtió en la capital de un estado autónomo vasallo del Imperio bizantino. |
| Liguria (Λιγουρία)                                                    | Entre los siglos IV y X Liguria fue parte del Exarcado de Rávena. |
| Ducado de Nápoles (Doukàton Neapōleōs, Δουκάτον της Νεαπόλεως)        | Empezó como provincia bizantina en el siglo VII, en los reductos costeros que los lombardos no habían conquistado durante su invasión de Italia en el siglo VI. Estaba gobernada por un jefe militar (dux), y rápidamente se convirtió en un estado de facto independiente, manteniéndose como estado soberano durante casi cinco siglos. |
| Ducado de Pentápolis (Doukàton Pentapōleōs, Δουκάτον της Πενταπόλεως) | Fue un territorio bizantino en el centro de Italia, gobernado por un duque (dux) sometido a la autoridad del Prefecto pretoriano sde Italia (554-584), y más tarde del exarca de Rávena (584-751). Pentápolis (del término griego πεντάπολις, «cinco ciudades») consistía en las ciudades de Ancona, Fano, Pesaro, Rimini y Senigallia. |
| Ducado de Perugia (Doukàton Perousias, Δουκάτον της Περουσίας)        | Fue un ducado en la parte Italiana del Imperio bizantino. La administración civil y militar estaba bajo la supervisión de un duque (dux), originalmente bajo la autoridad del Prefecto pretoriano de Italia (554-584), y más tarde del Exarca de Rávena (584-751). |
| Ducado de Roma (Doukàton Rōmēs, Δουκάτον της Ρώμης)                   | Era un distrito bizantino en el exarcado de Rávena. Como otros estados bizantinos en la península itálica, fue gobernado por un funcionario imperial con el título de dux, que entró varias veces en conflicto con el papado por la supremacía sobre Roma . Mientras los obispos de Roma (papas) continuaron siendo de jure súbditos bizantinos, en la práctica el Ducado de Roma se convirtió en un estado independiente gobernado por la iglesia (desde 754 los Estados Pontificios). |
| Principado de Salerno (Archontàto Salērnou, Αρχοντάτο του Σαλέρνου)   | El Principado de Salerno, desde sus orígenes, se sometió a la autoridad del Imperio carolingio, pero a lo largo de su historia fue prácticamente independiente y, por periodos breves (desde 1018), incluso vasallo del Imperio bizantino. |
| Ducado de Spoleto (Doukàton Spoletiou, Δουκάτον του Σπολετίου)        | Fue parte del bizantino ducado de Nápoles durante los años oscuros, pero en el siglo IX, junto con Amalfi y Gaeta, se independizó de los napolitanos para formar su propio ducado (o república). Sin embargo, posteriormente fue vasallo de Bizancio y, sobre todo, de Amalfi. |
| Taron (thema Tarōnos, Θέμα Ταρώνος)                                   | La provincia histórica de armenia se convirtió en un tema bizantino a mitad del siglo XI. |
| Tartus (thema Tartoùs, Θέμα Ταρτούς)                                  | Establecido en el 971 como parte del ducado de Antioquía. |
| Baspracania/Media (thema Vasprakanias, Θέμα Βασπρακανίας)             | En 1021 el armenio Reino de Vaspurakan fue absorbido en el Imperio bizantino y en 1050 se unió al Tema de Taron para crear el vasallo Ducado de Baspracania; fue conquistado por los turcos selyúcidas entre 1054 y 1056. |
| Venecia (Doukàton Venetias, Δουκάτον της Βενετίας)                    | En 810, un acuerdo entre Carlomagno y Nicéforo I reconoció a Venecia como territorio bizantino y estipuló los derechos comerciales de la ciudad a lo largo de la costa adriática; cuando la urbe continuó creciendo y el poder bizantino decayó, ganó autonomía y finalmente consiguió la independencia. Desde el siglo IX hasta el XII Venecia fue una ciudad-Estado y una potencia naval.                                                                                             |